# Sportler des Jahres 2005 (Deutschland)
Die Sportler des Jahres 2005 in Deutschland wurden von Fachjournalisten gewählt und am 18. Dezember im Kurhaus von Baden-Baden ausgezeichnet. Veranstaltet wurde die Wahl zum 59. Mal von der Internationalen Sport-Korrespondenz (ISK).

## Männer
| Platz | Sportler         | Sportart              | Punkte | Erfolge 2005                                                                             |
| ----- | ---------------- | --------------------- | ------ | ---------------------------------------------------------------------------------------- |
| 1.    | Ronny Ackermann  | Nordische Kombination | 2929   | zweifacher Weltmeister                                                                   |
| 2.    | Dirk Nowitzki    | Basketball            | 2413   | All-NBA-Team, FIBA Europe Player of the Year Award, Vizeeuropameister                    |
| 3.    | Timo Boll        | Tischtennis           | 1552   | Vizeweltmeister im Doppel u. Fairplay-Preis                                              |
| 4.    | Fabian Hambüchen | Turnen                | 1430   | Europameister am Reck                                                                    |
| 5.    | Faris Al-Sultan  | Triathlon             | 1424   | Sieger beim Ironman Hawaii                                                               |
| 6.    | Mark Warnecke    | Schwimmen             | 1331   | Weltmeister 50 m Brust                                                                   |
| 7.    | Michael Ballack  | Fußball               | 737    | Deutscher Meister und Pokalsieger mit dem FC Bayern München                              |
| 8.    | Andreas Dittmer  | Kanurennsport         | 702    | Weltmeister Canadier 500 m u. 1000 m                                                     |
| 9.    | Axel Teichmann   | Skilanglauf           | 653    | Gesamt-Weltcupsieger und Vizeweltmeister Teamsprint u. Staffel                           |
| 10.   | Jens Voigt       | Radsport              | 581    | Sieger Mittelmeer-Rundfahrt u. LuK Challenge, gelbes Trikot (eine Etappe) Tour de France |

## Frauen
| Platz | Sportler                   | Sportart       | Punkte | Erfolge 2005                                               |
| ----- | -------------------------- | -------------- | ------ | ---------------------------------------------------------- |
| 1.    | Uschi Disl                 | Biathlon       | 3088   | Weltmeisterin Sprint u. Verfolgung                         |
| 2.    | Anni Friesinger            | Eisschnelllauf | 2518   | Weltmeisterin Mehrkampf, 5000 m u. Teamwettbewerb          |
| 3.    | Franka Dietzsch            | Leichtathletik | 1876   | Weltmeisterin im Diskuswurf                                |
| 4.    | Birgit Prinz               | Frauenfußball  | 1184   | FIFA-Weltfußballerin des Jahres                            |
| 5.    | Sylke Otto                 | Rennrodeln     | 1082   | Weltmeisterin                                              |
| 6.    | Antje Buschschulte         | Schwimmen      | 822    | Silber- u. Bronzemedaille bei den Weltmeisterschaften      |
| 7.    | Regina Halmich             | Boxen          | 783    | Weltmeisterin                                              |
| 8.    | Meredith Michaels-Beerbaum | Springreiten   | 598    | Europameisterin (Mannschaft)                               |
| 9.    | Christina Obergföll        | Leichtathletik | 587    | Vizeweltmeisterin im Speerwurf                             |
| 10.   | Astrid Benöhr              | Ultratriathlon | 568    | Weltmeisterin im Ultratriathlon (doppelte Ironman-Distanz) |

## Mannschaften
| Platz | Sportler                                   | Sportart       | Punkte | Erfolge 2005                                                       |
| ----- | ------------------------------------------ | -------------- | ------ | ------------------------------------------------------------------ |
| 1.    | Herren-Basketballnationalmannschaft        | Basketball     | 2864   | Vizeeuropameister                                                  |
| 2.    | Frauenfußballnationalmannschaft            | Frauenfußball  | 2527   | Europameister                                                      |
| 3.    | FC Bayern München                          | Fußball        | 1374   | Deutscher Meister und DFB-Pokalsieger                              |
| 4.    | Viererbob-Team André Lange                 | Bobsport       | 886    | Weltmeister                                                        |
| 5.    | 1. FFC Turbine Potsdam                     | Frauenfußball  | 879    | Sieger UEFA Women’s Cup, DFB-Pokalsieger                           |
| 6.    | Team Gerolsteiner                          | Radsport       | 793    | Etappensieg und 6. Platz Gesamtwertung bei der Tour de France 2005 |
| 7.    | Dressurreiter-Equipe                       | Dressurreiten  | 651    | Europameister                                                      |
| 8.    | Springreiter-Equipe                        | Springreiten   | 566    | Europameister                                                      |
| 9.    | Eisschnelllauf-Team Frauen                 | Eisschnelllauf | 487    | Weltmeister im Teamwettbewerb                                      |
| 10.   | Tischtennis-Doppel Timo Boll/Christian Süß | Tischtennis    | 480    | Vizeweltmeister                                                    |